# Lorandite
La lorandite est une espèce minérale du groupe des sulfosels de formule TlAsS2.

## Historique de la description et appellations

### Inventeur et étymologie

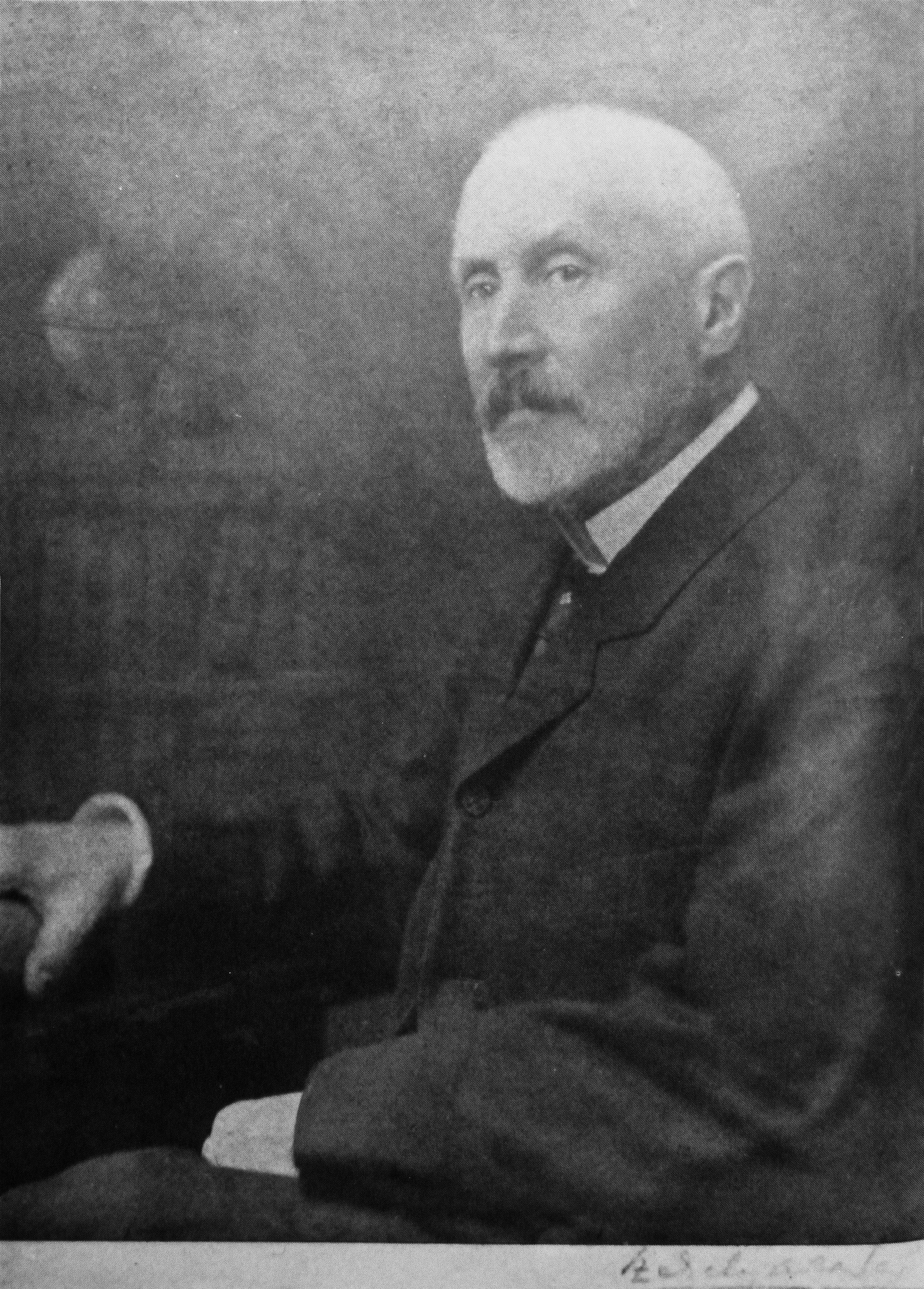
Loránd Eötvös.

La lorandite a été décrite en 1894 par József Krenner; elle fut nommée ainsi en l'honneur du Professeur Loránd Eötvös (1848-1919), physicien, mathématicien et politicien de Budapest.

### Topotype
- Allchar (Alsar), Roszdan, Macédoine du Nord[3]

## Caractéristiques physico-chimiques

### Cristallochimie
La lorandite fait partie d'un groupe de minéraux aux compositions chimiques semblables : le groupe des sulfosels de l'archétype SbS (sulfure d'antimoine) et plus précisément du sous-groupe contenant les minéraux appartenant à ce groupe et possédant en plus l'élément thallium (Tl).
Sous-groupe de la lorandite
- Lorandite TlAsS2, P 21/a; 2/m
- Weissbergite (de) TlSbS2, P1; 1

### Cristallographie

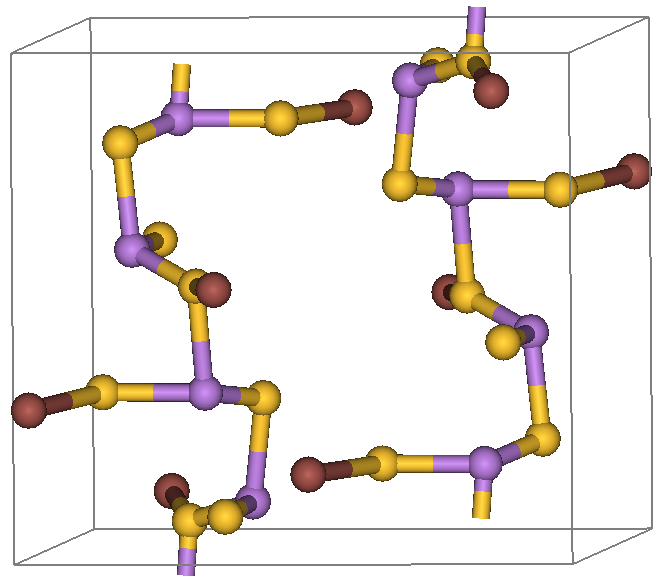
structure cristalline de la lorandite

- Paramètres de la maille conventionnelle : a = 12.28(1) Å, b = 11.30(1) Å, c = 6.101(6) Å, β = 104,6 °, Z = 8, V = 819,26 Å3
- Densité calculée = 5,51-5,53

### Propriétés physiques
HabitusLa lorandite se trouve sous la forme de petits cristaux prismatiques ou tabulaires sur {201}, pyramidaux, présentant de nombreuses formes, striés parallèlement selon [001], ou encore aciculaires et en grains. Les cristaux peuvent atteindre 5 centimètres, ils sont flexibles, et leur clivage forme des lamelles et des fibres avec une déformation plastique.

## Gîtes et gisements

### Gîtologie et minéraux associés
GîtologieBien que rare, la lorandite est le minerai de thallium le plus répandu. Elle a une origine hydrothermale et se forme généralement à des températures relativement basses.
Minéraux associésstibine, réalgar, orpiment, cinabre, vrabite, greigite, marcassite, pyrite, tétraédrite, sphalérite, arsenic, barytine.

### Gisements producteurs de spécimens remarquables
- Chine

Zimudang Au-Hg-(Tl) deposit/Lanmuchang Tl-(Hg) deposit, Xian de Xingren, Préfecture autonome buyei et miao de Qianxinan, Guizhou,
Xiangquan Tl deposit, Xian de He, Préfecture de Chaohu, Anhui
- États-Unis

Rambler Mine, Red mountain, Encampment, District de Encampment, Comté de Carbon, Wyoming
New Rambler Mine, New Rambler District, Comté d'Albany
Getchell Mine, Adam Peak, District de Potosi, Comté de Humboldt, Nevada
Enfield Mine (Jerritt Canyon gold mine; Bell mine; Marlboro Canyon; Allchem; Generator Hill pits), Independence Mountains District, Comté d'Elko, Nevada
- Iran

Mine Zareh Shuran, Takab, Azerbaïdjan occidental
- Macédoine

Allchar (Alsar), Roszdan
- Suisse

Carrière de Lengenbach, Im Feld, Binntal, Canton du Valais

## Croissance des minéraux
Des monocristaux de lorandite peuvent être cultivés à partir d'un mélange de nitrate de thallium (TlNO3), d'arsenic et de soufre élémentaires en solution aqueuse concentrée d'ammoniac. Le mélange est placé dans un autoclave et est maintenu à une température élevée (~ 250 °C) pendant plusieurs jours. Cette méthode donne des cristaux prismatiques allongés le long de [001] et rouge foncé.